# Église Saint-Jean de Saint-Jean-de-Livet
L'église Saint-Jean de Saint-Jean-de-Livet est un édifice catholique qui se dresse sur le territoire de la commune française de Saint-Jean-de-Livet, dans le département du Calvados, en région Normandie.
L'église est inscrite aux monuments historiques.

## Localisation
L'église est située sur la commune de Saint-Jean-de-Livet, dans le département français du Calvados.

## Historique
L'édifice date des Xe et XIe siècles.
L'édifice était adapté à une population peu importante.
L'édifice est pourvu par la suite d'un clocher et d'un porche.

## Description
L'édifice est qualifié d'« exemple type d'un édifice modeste de la première moitié du XIe siècle », avec une seule nef et un chevet plat.
L'église est bâtie en petit moellons et en opus spicatum. Des fenêtres médiévales sont conservées dans le mur du chevet, comparables à celles présentes dans l'église Saint-Martin de Saint-Martin-de-la-Lieue. L'édifice est dépourvu de contreforts.
Le clocher est un octogone recouvert d'ardoises.
Selon Arcisse de Caumont, « l'intérieur n'offre aucun intérêt ». Il signale deux statues médiévales, les autres éléments étant modernes, dont une cloche datée 1781.

## Protection aux monuments historiques
L'église est inscrite au titre des monuments historiques par arrêté du 11 mars 1968.

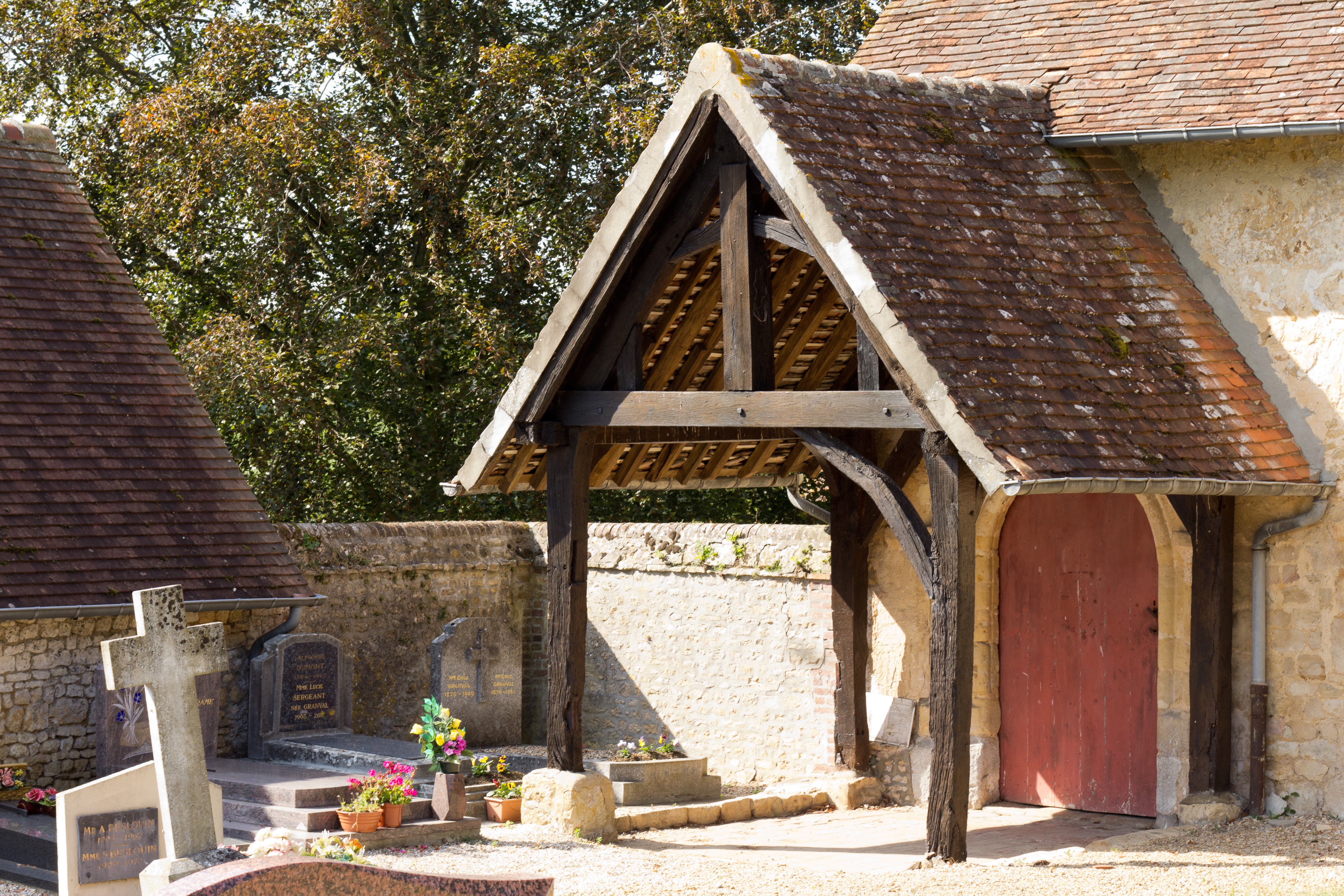
Porche de l’église.
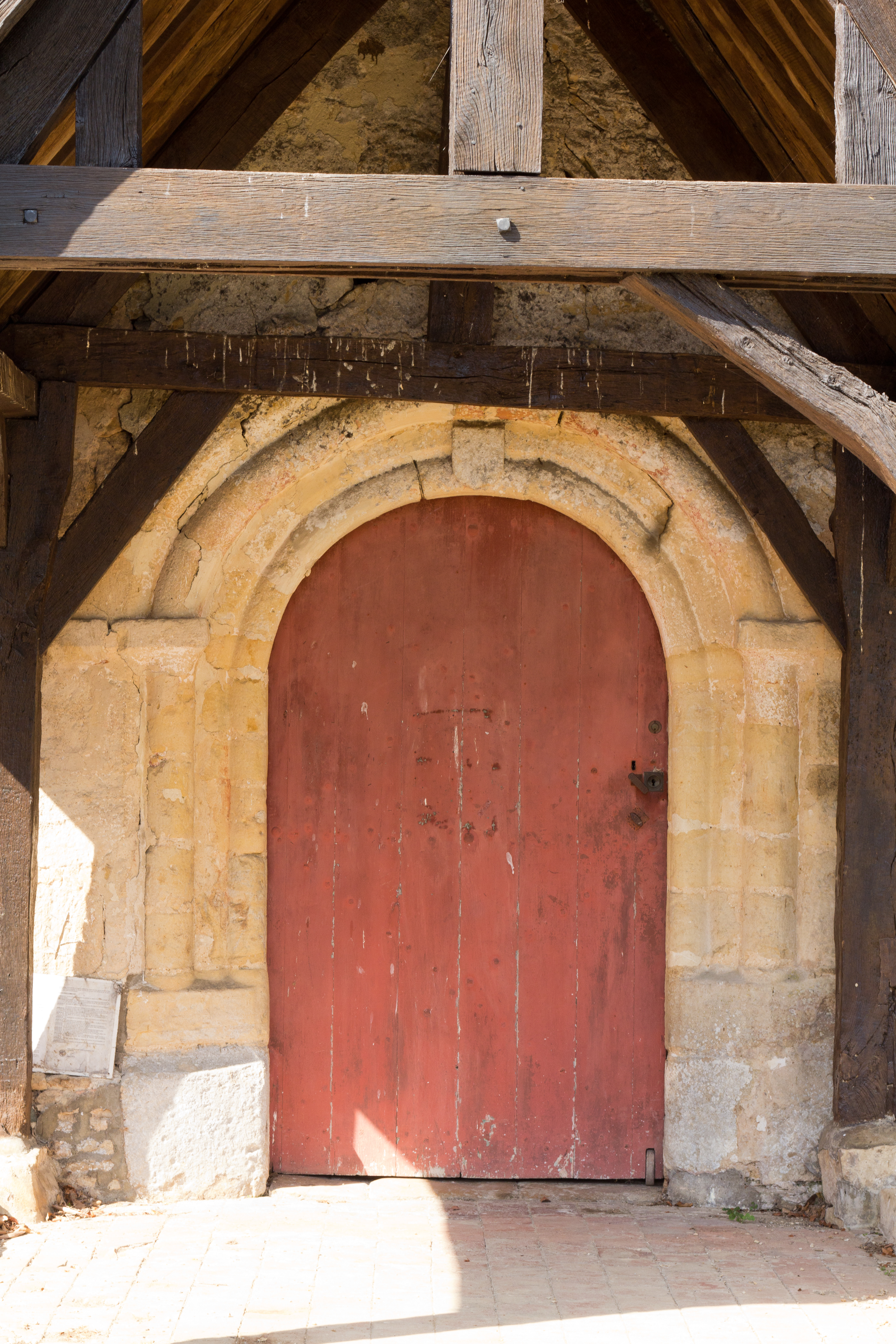
Porche roman de l'église.
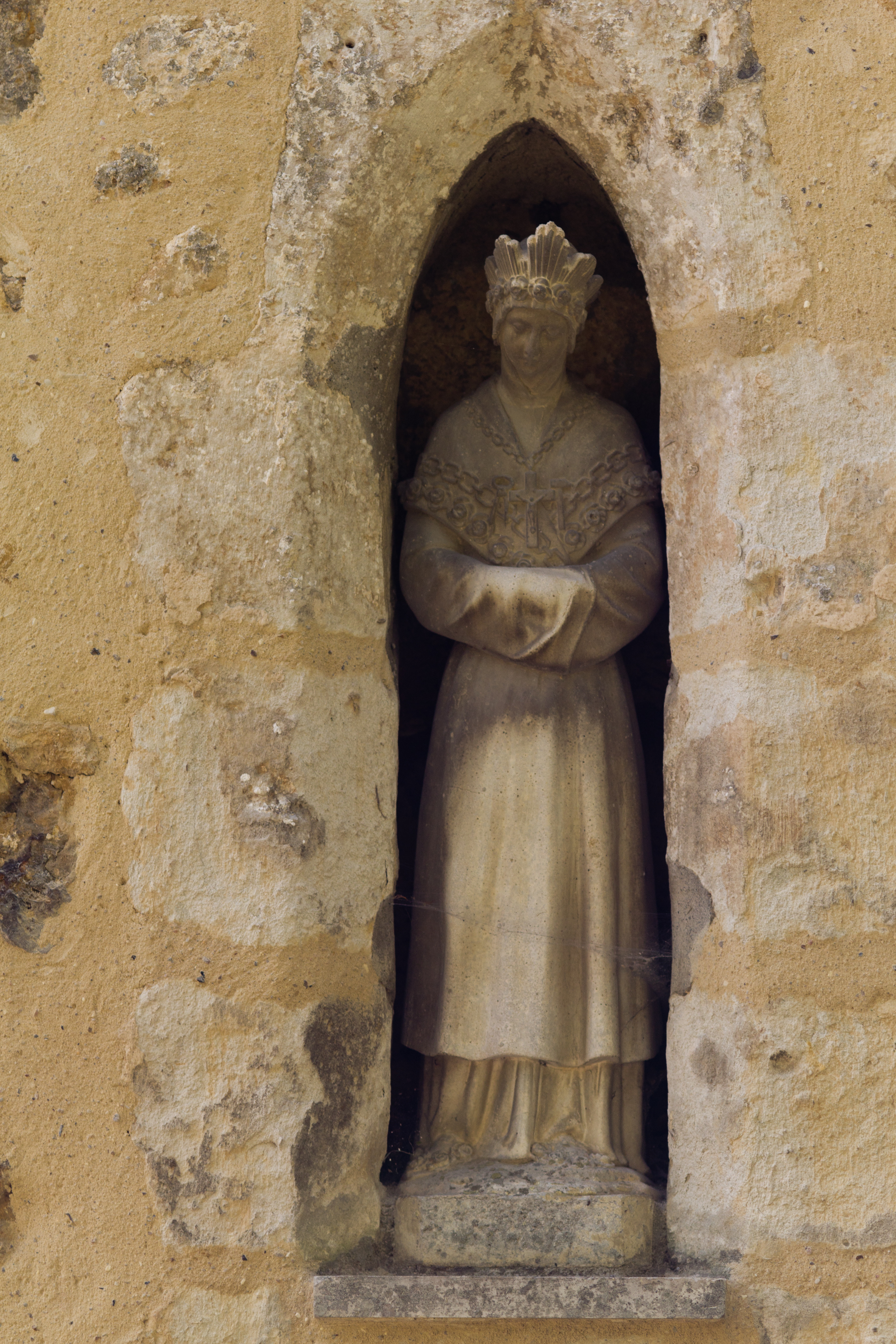
Statue de Notre-Dame au chevet de l'église.
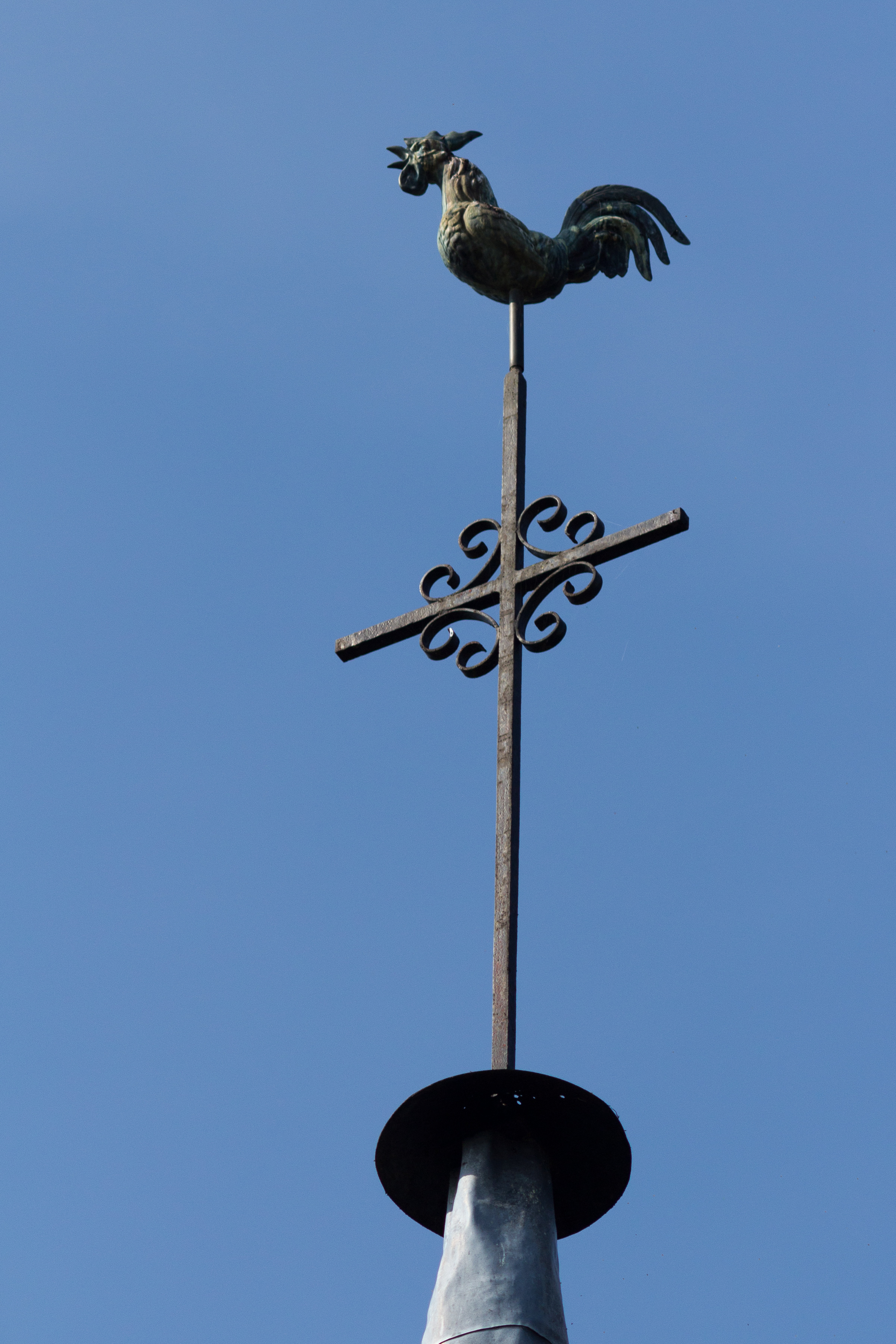
Coq du clocher de l'église.